# Vratislav de Mecklembourg
Vratislav de Mecklembourg (également connu sous le nom de Wertislaw); (exécuté  en mai/juin 1164)
,il fut coseigneur du Mecklembourg à Werle de 1160 à 1163.

## Biographie
Pribislav et Vratislav/Wertislaw  les deux fils de Niklot lui succèdent après sa mort en 1160. En 1163, les deux princes deviennent menaçants et Henri le Lion organise une nouvelle campagne contre les Abodrites. Elle est brève et s'achève par le siège et la prise de Werle capitale des « Circipanien » où réside Vratislav et sa famille et la capture du prince et de son épouse qui sont envoyés comme prisonniers en Saxe. Pribislav demande et obtient une trêve. Henri le Lion nomme alors des gouverneurs: Lubemar un transfuge slave à Werle, et les saxons: Gunzelin von Hagen à Schwerin (1164-1167), Ludolf von Peine à Malchow, Henri von Schathen à Mecklembourg et un autre Ludolf, bailli au Brunswick à Quetzin.
En juillet 1163, Pribislav reprend le combat aidé par ses voisins orientaux les princes de Poméranie. Une citadelle saxonne est assiégée et les colons flamands implantés sur ses terres massacrés. Henri le Lion s'allie alors au roi Valdemar Ier de Danemark et à Albert l'Ours margrave de Brandebourg. Il passe à l'attaque en mai/juin 1164 mais avant il veut faire un exemple et fait pendre Vratislav en place publique à Malchow.
Pribislav est vaincu le 1er juillet lors de la bataille de Verschen ou Adolphe II de Holstein
est tué. Valdemar Ier du Danemark s'empare de Rügen et les slaves se soumettent. Le Mecklembourg est incorporé au duché de Saxe.Bogusław de Stettin et  Casimir de Demmin se soumettent à Henri le Lion. Dès 1166 Henri le Lion rend le territoire des Adobrites à Pribislaw Ier dont il veut se faire un allié contre les ambitions d'Albert l'Ours. Pribislaw se convertit au christianisme en 1167 et il est promu Prince d'Empire par Frédéric Ier Barberousse en 1170.
De son épouse de nom inconnu Vratislav laisse un fils Niklot ou Nicolas qui dès 1179 s'oppose aux fils et successeurs de Pribislav Ier